# Đorđe Lašić
Đorđe Lašić (en cyrillique : Ђорђије Лашић ; également retranscrit Đorđije Lašić ou Djordje Lasic), né en 1906 et mort en 1944, est un militaire yougoslave d'origine serbe. Il fut, durant la Seconde Guerre mondiale, l'un des commandants du mouvement tchetnik dirigé par Draža Mihailović.

## Rôle dans les combats de la Seconde Guerre mondiale en Yougoslavie
Au moment de l'invasion de la Yougoslavie en 1941, le major Đorđe Lašić, qui sert sur le front de Slovénie, parvient à échapper à la capture. En juillet de la même année, il est, avec Bajo Stanišić et Pavle Đurišić, l'un des principaux chefs de l'insurrection des nationalistes serbes du Monténégro contre les occupants italiens. Mihailović prend ensuite contact avec les insurgés monténégrins, en chargeant l'un de ses subordonnés de les nommer chefs des forces tchetniks locales. Lašić, que Mihailović connaît personnellement, est nommé officiellement commandant pour le Monténégro, tandis que Đurišić est nommé commandant du Sandžak.
Dans les mois qui suivent, les Tchetniks monténégrins entrent en conflit avec les Partisans communistes. Lašić lui-même est sérieusement blessé en janvier lors d'un combat contre ces derniers, et doit abandonner le commandement direct de ses hommes. En mars 1942, les Tchetniks monténégrins concluent des accords avec les occupants italiens, avec qui ils acceptent de collaborer pour pouvoir combattre les communistes. Stanišić et Đurišić deviennent, dans les faits, les principaux chefs tchetniks du Monténégro. Lorsque Mihailović lui-même arrive au Monténégro pour y établir son quartier-général, il nomme Lašić au poste de chef d'état-major du général Blažo Đukanović, que Stanišić et Đurišić ont reconnu comme porte-parole des nationalistes locaux. Il a alors pour principale fonction de surveiller Đukanović pour le compte de Mihailović.
Đurišić est arrêté par les Allemands en juin 1943. En octobre de la même année, Đukanović et Stanišić sont tués par les Partisans. Lašić est alors le dernier chef tchetnik en activité au Monténégro : ses forces semblent avoir été réduites à environ 500 hommes. Du fait de son affaiblissement militaire, il n'est pas inquiété par les Allemands. Il est tué en mai 1944 lors du bombardement de Podgorica par les Alliés.